# Chris Lori
Christopher Paul „Chris” Lori (ur. 24 lipca 1962 w Windsor) – kanadyjski bobsleista, zdobywca Pucharu Świata.

## Kariera
Największe sukcesy w karierze Chris Lori osiągnął w sezonie 1989/1990, kiedy zwyciężył klasyfikacji generalnej Pucharu Świata czwórek i był drugi w kombinacji. Rok później był trzeci w dwójkach, czwórkach i kombinacji, a w sezonie 1991/1992 trzecie miejsce zajmował w dwójkach i kombinacji. Następnie zajął trzecie miejsce w czwórkach w sezonie 1992/1993, a w 1995/1996 na najniższym stopniu podium stawał w czwórkach i kombinacji. W 1988 roku wystartował na igrzyskach olimpijskich w Calgary, zajmując piętnaste miejsce w czwórkach. Najbliżej medalu był podczas rozgrywanych cztery lata później igrzysk olimpijskich w Albertville, gdzie wraz z kolegami był czwarty w czwórkach. Kanadyjczycy przegrali tam walkę o podium z osadą Szwajcarii o 0,11 sekundy. Startował także na dwóch kolejnych edycjach tej imprezy, jednak zajmował miejsca poza czołową dziesiątką.